# Isla Sirenas
Isla Sirenas är en ö i Bolivia. Den ligger i den nordvästra delen av landet, 800 km norr om huvudstaden Sucre.
I omgivningarna runt Isla Sirenas växer i huvudsak städsegrön lövskog. Trakten runt Isla Sirenas är nära nog obefolkad, med mindre än två invånare per kvadratkilometer.